# Trzy stopy nad ziemią
Trzy stopy nad ziemią – polski film komediowy w reżyserii Jana Kidawy-Błońskiego. Film to praca dyplomowa Jana Kidawy-Błońskiego w Państwowej Wyższej Szkole Filmowej, Telewizyjnej i Teatralnej w Łodzi.

## Opis fabuły
Pechowy student Nowaczek, chcąc uniknąć służby wojskowej, zgłasza się do pracy w kopalni. Szybko przekonuje się, że rzeczywistość daleka jest od propagandowych wizji. Zaprzyjaźnia się z Geniem, niepozornym chłopcem, który uparcie dąży do zrealizowania upragnionych celów.

## Obsada
- Emilian Kamiński − górnik Henio
- Jarosław Dunaj − Nowaczek
- Leon Niemczyk − sztygar Kuciara
- Zdzisław Kuźniar − dyrektor Kazimierz Zydel
- Zdzisław Wardejn − dyrektor Kapusta
- Magdalena Wołłejko − Mariola
- Tadeusz Chudecki − górnik Genio
- Ryszard Radwański − górnik
- Ewa Ziętek − prostytutka "starsza siostra"
- Cezary Kussyk
- Tadeusz Madeja